# Trần Quang Trân
Tran Quang Tran (1900-1969) est un peintre, artiste laqueur, dessinateur et illustrateur vietnamien. 
Il compte parmi les premiers artistes issus de l'école des Beaux Arts de l'Indochine, puis du Vietnam et est à ce titre l'un des peintres fondateurs de la tradition picturale vietnamienne contemporaine.

## Biographie
En dépit de son rôle déterminant puisqu'on le crédite d'avoir été l'un des premiers à s'intéresser à la technique de la laque et d'y avoir apporté des innovations notables, il a laissé un nombre plutôt restreint d’œuvres. On dénombre parmi celles-ci des peintures à l'huile, des aquarelles, lavis, et des fusains. Des laques qui ont fait sa renommée, plus aucune ne semble exister aujourd'hui. Son tableau le plus connu intitulé La mare aux eaux scintillantes, était sans doute le premier tableau de laque poncée jamais réalisé en Indochine, dont le futur maître de la laque vietnamienne Nguyen Gia Tri se serait inspiré. Cette œuvre appartenait à la collection de l’École des Beaux-arts de l'Indochine. Elle fut perdue au début de la guerre d'indépendance.
Originaire de la région d'Hanoï, Tran Quang Tran commence par faire des études de commerce et travaille pour une entreprise pétrolière de Hai Phong ainsi que pour la fabrique de lampes de Đáp Cầu. Ce n'est qu'à partir de 1927 et jusqu'en 1932 qu'il étudie à l’École des Beaux-Arts. En 1931, à l'occasion de l'Exposition Coloniale de Paris, il fait partie des élèves distingués par une publication réunissant les meilleurs travaux des trois plus grandes écoles des Beaux-Arts de l'Indochine. Il se distingue par ses belles réalisations et les dessins réalisés sous la direction de l'artiste Dinh Van Thanh.
En tant qu'artiste, Tran Quang Tran est l'un des premiers à s'intéresser de près à la technique de la laque traditionnelle sous l'impulsion du professeur et peintre Joseph Inguimberty. On lui reconnait l'invention d'une technique destinée à un riche avenir : la technique de la poudre d'or insérée entre les couches de laque, technique permettant d'obtenir des impressions d'ombre et de lumière. Cette technique sera reprise ensuite par tous les très grands noms de l'art du Vietnam comme Pham Hau, Tran Van Can, Nguyen Khang et Nguyen Gia Tri. Il est possible que Tran Quang Tran se soit rendu au Japon dans les années 1930 afin de perfectionner sa technique.
Une fois sorti de l’École des Beaux-Arts de l'Indochine (section peinture, 3e promotion de 1932), il ouvre un atelier de peinture au 87 rue Charron, à Hanoï. Il y réalise dans les années 1930 des tableaux, panneaux et boites en laque de nombreux portraits de personnalités vietnamiennes, notamment un portrait du premier ministre Phan Van Khai, jeune, ou un portrait du poète Tu Mo, connu pour ses satires contre l'occupant français,.
Tran Quang Tran a changé vers le milieu des années 1930 son nom d'artiste pour signer ses toiles avec le pseudonyme Ngym, puis Nghi Am.
Son œuvre picturale affectionne « les scènes de rues désertes, temples, bâtiments anciens, plan d'eau... elle associe technique européenne et regard extrême-oriental pour créer un sentiment de sérénité intérieure ».
Il a contribué à plusieurs projets éditoriaux en tant qu'illustrateur, en 1938 à l'édition d'un ouvrage, Contes et légendes du pays d'Annam, imprimé à Nam Dinh par l'imprimerie Truong-Pha pour lequel il réalise une série de bois gravés, et Éternels Regrets, une pièce de théâtre signée de Vi-Huyen Doc.
Au début des années 1940, il se tourne à son tour vers l'enseignement de la peinture dans les écoles privées de Thang Long, Gia Long et à partir de 1949 à l'École des Beaux-Arts. Demeuré du côté nord-vietnamien pendant la guerre, il travaille de 1958 à 1962  au Vietnam Film Studio (un studio d'animation) et donne plusieurs conférences à l'école de cinéma du Vietnam.
Il peint jusque dans les dernières années de sa vie, et décède en 1969.